# Andrés Gómez (labdarúgó)
Andrés Gómez (Quibdó, 2002. szeptember 22. –) kolumbiai válogatott labdarúgó, a francia Rennes csatára.

## Pályafutása

### Klubcsapatokban
Gómez a kolumbiai Quibdó városában született. Az ifjúsági pályafutását a Millonarios akadémiájánál kezdte.
2021-ben mutatkozott be a Millonarios felnőtt keretében. 2023. január 31-én ötéves szerződést kötött az észak-amerikai első osztályban szereplő Real Salt Lake együttesével. Először a 2023. február 26-ai, Vancouver Whitecaps ellen 2–1-re megnyert mérkőzés 74. percében, Maikel Chang cseréjeként lépett pályára. Első gólját 2023. április 23-án, a San Jose Earthquakes ellen hazai pályán 3–1-es győzelemmel zárult találkozón szerezte meg. 2024. augusztus 17-én a francia első osztályban érdekelt Rennes szerződtette.

### A válogatottban
Gómez az U23-as korosztályú válogatottban is képviselte Kolumbiát.
2023-ban mutatkozott be a felnőtt válogatottban. Először a 2023. december 10-ei, Venezuela ellen 1–0-ra megnyert találkozón lépett pályára. Első gólját 2023. december 16-án, Mexikó ellen 3–2-es győzelemmel zárult barátságos mérkőzésen szerezte meg.

## Statisztikák
2024. augusztus 6. szerint
| Klub           | Szezon   | Osztály   | Bajnokság | Bajnokság | Kupa  | Kupa | Nemzetközi | Nemzetközi | Összesen | Összesen |
| Klub           | Szezon   | Osztály   | Meccs     | Gól       | Meccs | Gól  | Meccs      | Gól        | Meccs    | Gól      |
| -------------- | -------- | --------- | --------- | --------- | ----- | ---- | ---------- | ---------- | -------- | -------- |
| Millonarios    | 2021     | Primera A | 8         | 0         | 0     | 0    | —          | —          | 8        | 0        |
| Millonarios    | 2022     | Primera A | 41        | 9         | 8     | 3    | 1          | 0          | 50       | 12       |
| Real Salt Lake | 2023     | MLS       | 33        | 1         | 5     | 1    | 2          | 0          | 40       | 2        |
| Real Salt Lake | 2024     | MLS       | 23        | 13        | 0     | 0    | 2          | 0          | 25       | 13       |
| Rennes         | 2024–25  | Ligue 1   | 0         | 0         | 0     | 0    | —          | —          | 0        | 0        |
| Összesen       | Összesen | Összesen  | 105       | 23        | 13    | 4    | 5          | 0          | 123      | 27       |

### A válogatottban
| Válogatott | Év       | Pályára lépés | Gól |
| ---------- | -------- | ------------- | --- |
| Kolumbia   | 2023     | 2             | 1   |
| Kolumbia   | 2024     | 2             | 1   |
| Összesen   | Összesen | 4             | 2   |

#### Góljai a válogatottban
| # | Időpont            | Helyszín                                        | Ellenfél | Gólok | Eredmény | Kiírás               |
| - | ------------------ | ----------------------------------------------- | -------- | ----- | -------- | -------------------- |
| 1 | 2023. december 16. | Los Angeles Memorial Coliseum, Los Angeles, USA | Mexikó   | 3–2   | 3–2      | Barátságos mérkőzés  |
| 2 | 2024. november 15. | Estadio Centenario, Montevideo, Uruguay         | Uruguay  | 2–2   | 2–3      | 2026-os VB-selejtező |

## Sikerei, díjai
Millonarios
- Kolumbiai Kupa
  - Győztes (1): 2022